# Arnold Borsig
Arnold August Paul Borsig (* 23. Juni 1867 in Berlin; † 1. April 1897 in Biskupitz-Borsigwerk, Kreis Zabrze,  Provinz Schlesien) war ein deutscher Großindustrieller und leitete zusammen mit seinen Brüdern Ernst Borsig und Conrad von Borsig die 1836 von deren Großvater August Borsig gegründeten Borsig-Werke in Berlin.

## Leben
Arnold August Paul Borsig wurde am 23. Juni 1867 als erster von drei Söhnen von August Julius Albert Borsig (1829–1878) geboren. Als sein Vater starb, war er gerade 11 Jahre alt. Später studierte er in Bonn, Berlin und Freiberg das Berg- und Hüttenwesen. 1887 wurde er Mitglied des Corps Palatia Bonn. Es folgten Praktika in schlesischen Steinkohlegruben und im Erzbergbau. Nach dem Studium wendete sich Arnold Borsig vor allem der bergmännischen Praxis zu, um auch die Einzelheiten des Betriebes unter Tage eingehend kennenzulernen. 
1893 zog er nach Oberschlesien, um in den dortigen Borsig-Werken zu arbeiten. Er wollte im eigenen Betrieb Personen und Verhältnisse besser kennenlernen. Im Zuge dieser Tätigkeit begann er mit einer Neuordnung des Grubenbetriebes. Auch in der Organisation der Hüttenbetriebe leitete er vielfach notwendig gewordene Änderungen ein, zog für die technische und kaufmännische Betriebsführung neue Kräfte heran und schickte seine Ingenieure auf Lehr-Reisen. 
Am 23. April 1894 begann die Leitung der Borsig-Werke durch die Brüder Arnold, Ernst und Conrad Borsig. Nach dem Tod von Albert Borsig übernahm ein Nachlass-Kuratorium unter der Leitung des Justizrates Riem die Führung der Geschäfte, bis die Söhne volljährig waren bzw. ihre Ausbildung abgeschlossen hatten. 
Arnold Borsig trat zum 23. April 1894 auch an die Spitze der Borsigwerker Verwaltung und begann dort mit großer Energie und Umsicht eine durchgreifende Verbesserung und Erweiterung zunächst der Grubenbetriebe und dann teilweise die Schaffung von Neuanlagen in den Hüttenwerken. 
Am 1. April 1897 kam Arnold Borsig bei einem Grubenunglück mit Gasexplosion in der Hedwigswunsch-Grube zusammen mit fünf Beamten ums Leben. Er wurde nach Berlin überführt und am 5. April 1897 neben seinem Vater auf den Friedhof in Groß Behnitz beigesetzt.